# Glyvra kirkja
Glyvra kirkja er en kirke på Færøerne i bygden Glyvrar på Eysturoy. Den hører til Færøernes folkekirke.
Kirken blev indviet den 26. maj i 1927, og udbygget og genindviet i 1981. Den store udvidelse i 1981 gør at der kan sidde 600 kirkegængere i kirken.
Oprindelig var kirken en hvidmalet bygning med et smallere tårn i vest. Taget var af sort bølgeblik ligesom det pyramideformede spir på tårnet. Ved ombygningen i 1981 blev den gamle kirkebygning åbnet i nordsiden og der blev opført to sideskibe, med åben tagstol, langs med kirken. Desuden blev der opført mindre bygninger både i forlængelse af den gamle kirke, men også i forlængelse af de to sideskibe. Den eksisterende sydmur har seks oprindelige rundebuede vinduer.
Tårnet har flere mindre rundbuede vinduer, to i nord og syd samt fire i vest - to forneden og et over og under årstallet for kirkens opførelse. 
I vestgavlen i de to sideskibe er der indsat to store panoramavinder. Hovedindgangen er nu i østenden i en af tilbygningerne. Den gamle altertavle: "Getsemane" hænger nu på væggen i sideskibet. 
Altertavlen, der står i en nybygget kortilbygning, er et relief af Fridtjof Joensen og forestiller Nadveren".
Prædikestolen er ottekantet og har panelfelter i to etager. Den er hvidmalet og de øverste felter har gyldne symboler påmalet. Døbefonten er sekskantet med felter som de øverste på prædikestolen. 
Over vestenden af den gamle kirke er der et svunget pulpitur, hvor orglet Frobenius 1993 med 21 stemmer har sin plads. 
Kirken har to kirkeskibe under loftet. Det er slupperne, "Jomfrúvin" og "Buttercup". 
Kirken
Kirkeklokken er støbt i København af B. Løw & Søn til kirkens indvielse. Den har et tværmål på 63,2 cm med indskriften: "Fred på jord", Lukas 2,14.